# Nikolaï Boulganine
Nikolaï Aleksandrovitch Boulganine (en russe : Николай Александрович Булганин), né à Nijni Novgorod le 30 mai 1895 (11 juin dans le calendrier grégorien) et mort à Moscou le 24 février 1975, est un militaire et homme d'État soviétique.

## Biographie

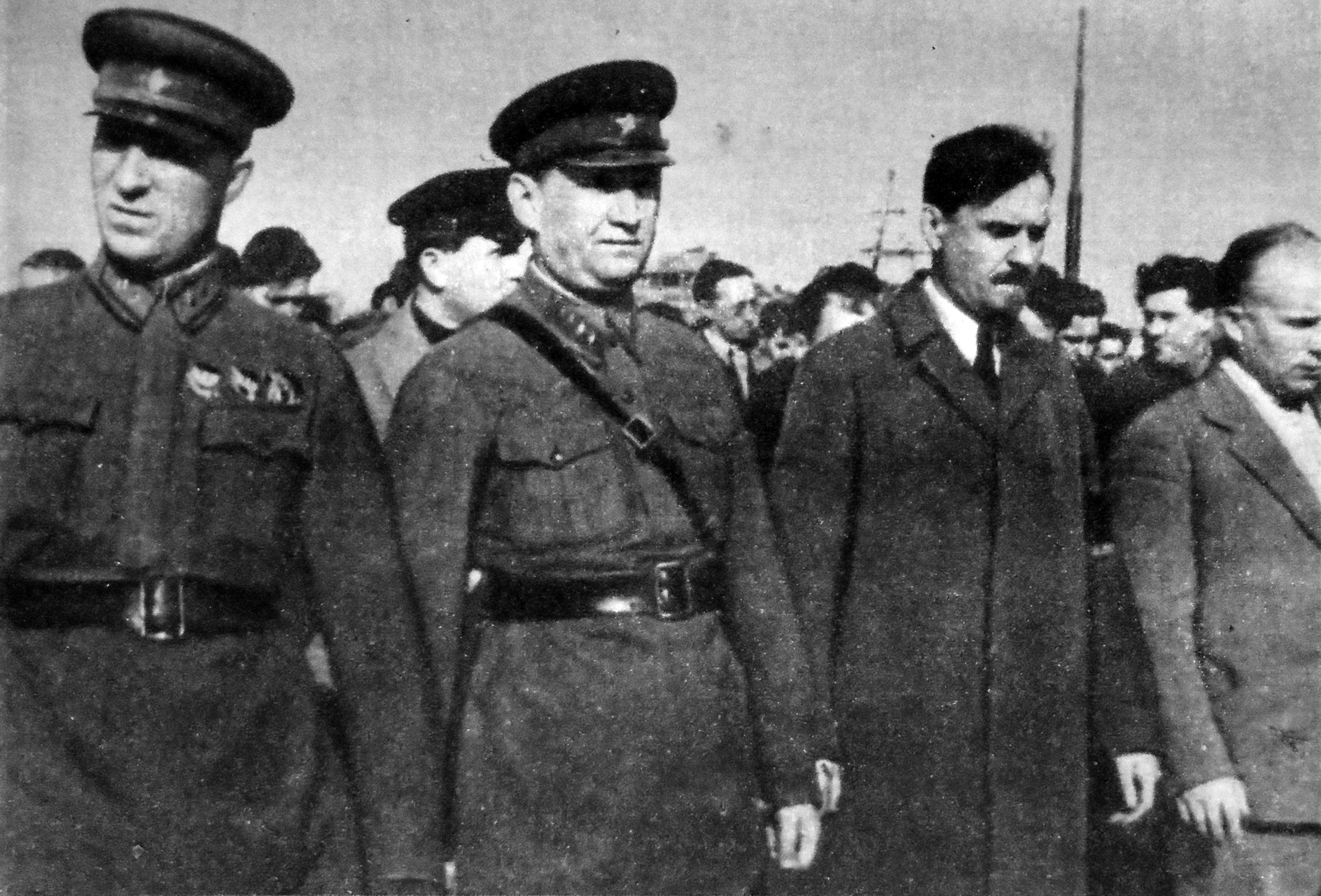
Nikolaï Boulganine (troisième à partir de la gauche) en civil, en 1936 lors de l'enterrement de Maxime Gorki.

Boulganine est le fils d'un employé de bureau de Nijni Novgorod. Il adhère au Parti bolchevik en 1917. De 1918 à 1922, il travaille pour la Tchéka, puis est affecté jusqu'en 1927 au Conseil supérieur de l'économie nationale. Son ascension commence en 1931, année où il devient président du soviet de Moscou (il conserve ce poste jusqu'en 1937). Il est nommé président de la banque du peuple de la RSFS de Russie en 1937 (jusqu'en 1941) et devient l'année suivante vice-président du Conseil des commissaires du peuple de l'Union soviétique et président de la Gosbank.
Candidat au Comité central en 1934, il en est élu membre en 1939. Président du Conseil économique du Conseil des Commissaires du Peuple au début de la guerre, il devient membre du Conseil militaire du front de Moscou avec le grade de général. En 1944, il entre au comité d'État à la Défense où il est nommé ensuite vice-commissaire. Peu après, il représente l'URSS auprès du comité polonais de libération nationale de Lublin.
Promu maréchal et vice-premier ministre en 1947, membre de l'Orgburo à partir de 1946, il devint également membre du Politburo du PCUS en 1948 (après avoir été suppléant en 1946). Il succède à Staline au poste de ministre des Forces armées jusqu'en 1949 sous Staline et Malenkov.
Avec l'appui de Khrouchtchev, qui était alors secrétaire général du Parti communiste et qu'il avait connu au début de leurs carrières respectives, il devient une sorte de lieutenant l'accompagnant dans ses visites officielles. Il prend la présidence du Conseil des Ministres en février 1955, en remplacement de Malenkov.
Après avoir ordonné l'écrasement de la révolte de Budapest en 1956, il affronte la France et le Royaume-Uni au moment de l'intervention des deux pays à Suez.
Toutefois, en avril 1958, Khrouchtchev le fait démettre de ses fonctions pour le reléguer à la présidence de la banque d'État puis celle du Conseil économique national de Stavropol. Boulganine est accusé d'avoir soutenu le « groupe anti-parti » qui s'était opposé à lui l'année précédente. Exclu du Comité central en septembre, il fait peu après son autocritique. Il est mis à la retraite en mars 1960, mais, signe du changement dans les modes d'élimination au sein du PCUS — on met à l'écart ceux qui ont été évincés —, Boulganine peut disparaître quinze ans plus tard, oublié mais libre. Il est enterré au cimetière de Novodevitchi. Son épouse Elena est décédée en 1986 à 86 ans.

## Distinctions
- Ordre du Drapeau rouge